# Stephenville (Teksas)
Stephenville – miasto w Stanach Zjednoczonych, w stanie Teksas, największe w hrabstwie Erath. Według danych z 2023 roku liczy 21,9 tys. mieszkańców. 
Urodził się tutaj Jeb Hensarling, amerykański polityk, kongresman ze stanu Teksas.